# Wombats
De wombats (Vombatidae) vormen een familie van buideldieren uit de orde der klimbuideldieren (Diprotodontia). Samen met de koala zijn ze de enige overlevende soorten uit de onderorde Vombatiformes. De noordelijke breedneuswombat is een van de zeldzaamste zoogdieren ter wereld. Er leven waarschijnlijk niet meer dan 350 dieren.

## Kenmerken
Wombats zijn grote, stevige buideldieren. Ze wegen tussen de 19 en de 39 kilogram en worden 77 tot 115 centimeter lang en ongeveer 36 centimeter hoog. De staart is klein, meestal niet meer dan 2,5 centimeter. De poten zijn kort met grote voorpoten, die geschikt zijn om te graven. Ook de kop is breed. Mannetjes en vrouwtjes zijn op het oog niet van elkaar te onderscheiden. Ze hebben een grijsbruine vacht.
De wombat is het tot nog toe enige dier dat kubusvormige uitwerpselen legt.

## Leefwijze
Wombats zijn de enige grote herbivoren die holen graven. De wombats besteden een groot gedeelte van de dag in hun hol. Een hol kan wel 30 meter lang zijn, met meerdere ingangen en kamers. 's Nachts komen ze tevoorschijn om te eten. Ze leven vooral van gras en ander moeilijk verteerbaar voedsel.
Ze kunnen een grote populatiedichtheid bereiken, zelfs in de meest onvruchtbare streken. Dit komt doordat de wombat een zeer lage energiebehoefte heeft, en een trage voedselvertering, die weinig verspilt. Hierdoor kan de wombat met minder eten doen dan een herbivoor van dezelfde grootte, en besteden ze minder tijd en energie aan eten.
Wombats kunnen zeer snel zijn (sneller dan een mens) en zijn ook zeer sterk. De achterzijde is één massieve plaat, waar een roofdier niet met zijn tanden doorheen komt.

## Verspreiding en leefgebied
Ze komen vooral voor in droge bossen, maar kunnen overal overleven, van halfwoestijnen tot boven de sneeuwgrens in bergen. Wombats leven tegenwoordig in het zuidoosten van Australië en op Tasmanië. De noordelijke breedneuswombat leeft enkel in een nationaal park vlak bij Clermont, Centraal-Queensland. Twee andere populaties van deze soort zijn uitgestorven.

## Voortplanting
Ze krijgen meestal één jong per worp, dat zes tot tien maanden lang in de buidel blijft. Wombats worden meestal 10 tot 15 jaar oud.

## Taxonomie
Er leven nog drie soorten in twee geslachten.
- Geslacht Vombatus
  - Gewone wombat (Vombatus ursinus)
- Geslacht Lasiorhinus (Breedneuswombats)
  - Noordelijke breedneuswombat (Lasiorhinus krefftii)
  - Zuidelijke breedneuswombat (Lasiorhinus latifrons)

Daarnaast omvat de familie de uitgestorven geslachten Phascolonus, Ramsayia, Rhizophascolonus en Warendja.
Koala's · Wombats · Dwergbuidelmuizen · Koeskoezen · Slurfbuidelmuis · Kleine koeskoezen · Buideleekhoorns · Vliegende buidelmuizen · Muskuskangoeroeratten · Kangoeroeratten · Kangoeroes
Noordelijke breedneuswombat (Lasiorhinus krefftii) · Zuidelijke breedneuswombat (Lasiorhinus latifrons) · Gewone wombat (Vombatus ursinus)